# Hochdorf (Biberachi járás)
Hochdorf település Németországban, azon belül Baden-Württembergben. Lakosainak száma 2437 fő (2023. december 31.). Hochdorf Eberhardzell és Biberach an der Riß községekkel határos.

## Népesség
A település népessége az elmúlt években az alábbi módon változott:
| Lakosok száma | 1602 | 2345 | 2327 | 2376 | 2395 | 2437 |
|               | 1975 | 2017 | 2019 | 2021 | 2022 | 2023 |